# Footloose Widows
Footloose Widows é um filme mudo do gênero comédia produzido nos Estados Unidos e lançado em 1926.